# Cervicati
Cervicati (Çervikat in arbëreshe Cirvicàtu in calabrese) è un comune italiano di 768 abitanti della provincia di Cosenza in Calabria.

## Geografia fisica
Centro agricolo della valle del Crati, situato sul versante interno della Catena Paolana, su un poggio sottostante al crinale del contrafforte che divide la valle principale da quella del fiume Esaro.

## Origine del nome
Sull'origine del nome ci sono diverse teorie. C'è chi sostiene che il nome "Cervicati" derivi da “Cervi Capti” (cervi catturati) per il gran numero di cervi un tempo esistenti nella zona. Esiste anche l'ipotesi che sarebbe stato chiamato "Cervex", "Cervica", "Cervicatus" che significa "superbo", "furioso", "arrogante", con riferimento all'indole dei primi abitatori.

## Storia
Le notizie storiche su Cervicati, detto anche "Monte Verno" o "Monte Velso" sono scarse. Alcuni storici ritengono che sia stato fondato nel 969 su un colle chiamato “Castrocucco”.

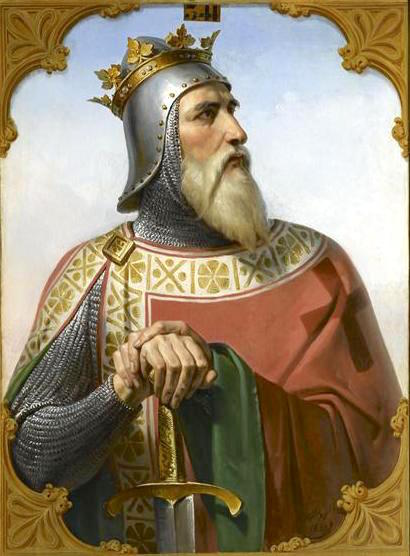
Roberto il Guiscardo

Nel 1050, il condottiero normanno Roberto il Guiscardo, avrebbe dato il via alla costruzione dell'Abbazia di Santa Maria ad Nives in contrada Conicella, la cui chiesa sarebbe stata consacrata nell'aprile 1066 e della quale, oggi, restano solo dei ruderi. Oltre alla presenza di Arnolfo, arcivescovo di Cosenza e di alte autorità locali, erano presenti il finanziatore dell’opera, Guiscardo, e sua moglie Sichelgaita di Salerno.
Dai Registri angioini del 1276, si evince che "Cervicatum" era incluso nell'elenco di tutte le città, pagava una imposta di 14 once, 2 tarì e 8 grana, in base al sistema monetario di allora e contava circa 704 abitanti.  Dai registri della Cancelleria angioina ci risulta che il feudatario del casale era un certo "Iacobus de Cervicati". Anche per il 1300, 1440, 1500 esistono documenti che comprovano l'esistenza di Cervicati.

### XIV secolo
Nel 1345, Cervicati risulta appartenere a "Guglielmo di Cervicatis" che avrebbe trasformando il feudo rustico di "Montenomo" in territorio di San Marco in un feudo urbano. In quel periodo, il casale di Cervicati risultava nell'elenco di quelli che erano tenuti a pagare la decima alla diocesi di San Marco, il cui pagamento competeva ad "Andrea da Cervicati". Il 12 febbraio del 1324 risulta il versamento dell'ultimo tributo e da quel momento non si hanno più notizie del paese fino all'inizio del XVI secolo.

### XV secolo
Al territorio di San Marco appartenevano, oltre a Cervicati, anche San Giacomo, Cerzeto, Cavallerizzo, Serra di Leo (oggi fa parte di Mongrassano), Mongrassano e altri. 

#### I Sanseverino

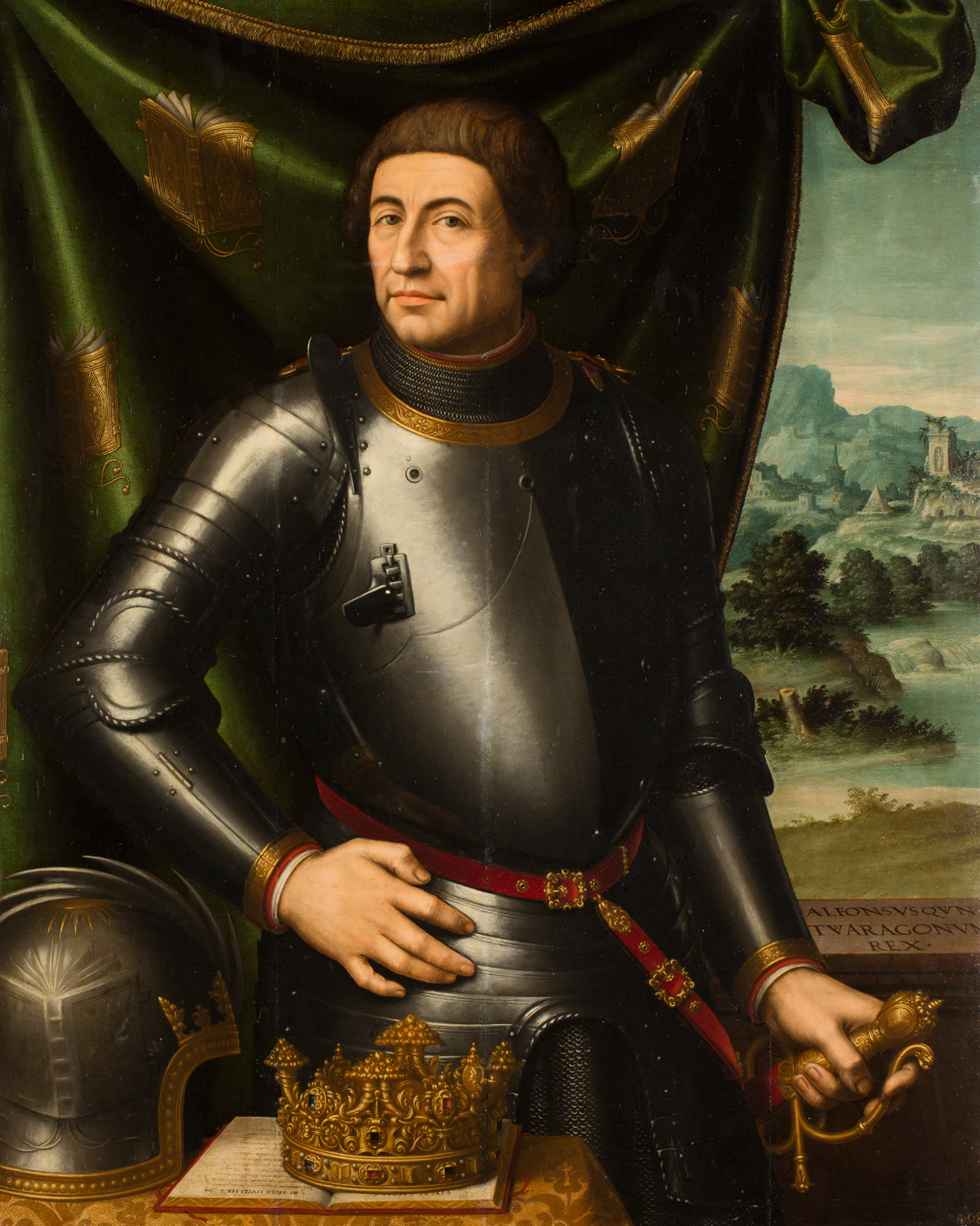
Alfonso I d'Aragona, re di Napoli

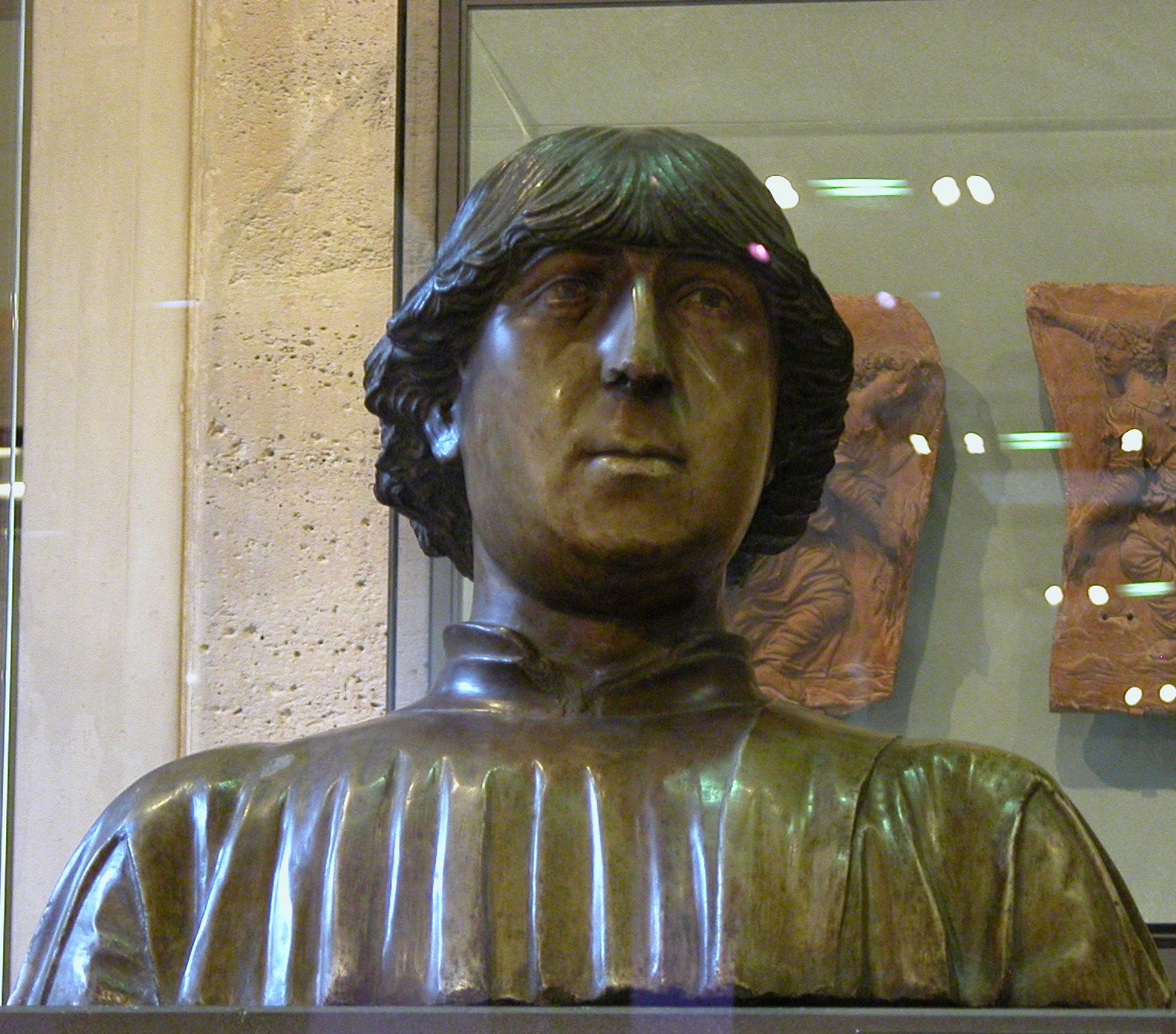
Ferdinando I di Napoli

Nel 1421, la città di San Marco con il suo territorio venne concessa a Ruggero II Sanseverino, 4º Conte di Tricarico e 4º Conte di Chiaromonte, 5º Conte di Altomonte. Polissena (o Antonella) Sanseverino (fl. 15 ottobre 1427/1430), sorella di Ruggero II, dichiarò con atto dato a Terranova di Tarsia il 15 ottobre del 1427, di aver ricevuto dal fratello e da suo figlio Antonio il territorio di San Marco e Mottafollone come pegno di dote. Dopo la morte di Polissena, senza eredi, le terre di San Marco andarono al nipote Antonio che, il 18 settembre del 1439, ottenne da re Alfonso I d'Aragona il titolo di 1º duca di San Marco. Alla sua morte, avvenuta il 28 agosto del 1459, il feudo fu ereditato dal figlio Luca Sanseverino che, il 26 marzo del 1462, acquistò dal Re di Napoli, Ferdinando I d'Aragona, la terra di Bisignano per la somma di 20.000 ducati e il 26 marzo del 1463 ottenne il titolo di 1º principe di Bisignano. Luca favorì lo stanziamento degli albanesi nelle sue terre, accordando loro esenzioni tributarie e lo sfruttamento gratuito delle terre.

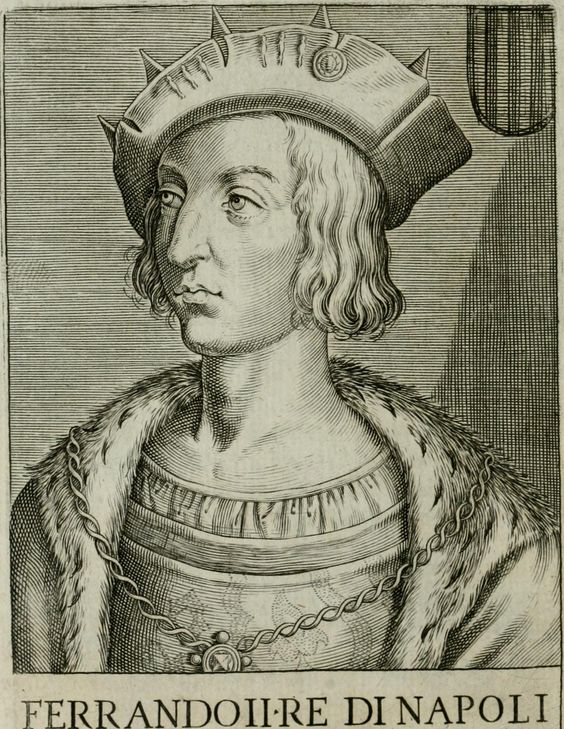
Aliprando Capriolo
Incisione postuma di Ferrandino d'Aragona (XVI secolo)

Dopo l'apertura del testamento di Luca il 14 gennaio del 1471, il figlio Girolamo o Geronimo divenne il 3º Duca di San Marco, 2º principe di Bisignano ecc. Quando Girolamo fu implicato nella Congiura dei Baroni (1485-1486), gli vennero confiscati i feudi e venne arrestato mentre tentava fuggire dal regno per unirsi al cugino Antonello Sanseverino, Principe di Salerno, il 14 luglio del 1487. I suoi figli (Bernardino, Giacomo) andarono esuli in Francia.
Nel 1494, Berardino Sanseverino fu tra quelli che si unirono a Carlo VIII di Francia contro gli Aragonesi e che lo accompagnarono nella marcia su Napoli. Carlo VIII di Francia, durante il suo breve regno come Carlo IV di Napoli (22 febbraio 1495-6 luglio 1495), ristabilì Berardino nei feudi paterni, compreso quello di Cervicati, il 1º maggio del 1495. Ritornato al trono Ferdinando II d'Aragona, questi confermò Berardino nell'investitura dei suoi feudi il 26 agosto del 1496.
Alla morte di Berardino verso la fine dell'anno 1516, i feudi dei Sanseverino andarono al figlio Pietro Antonio che, intorno al 1540, vendette il feudo di Cervicati a Giovanni Tommaso Cavalcante.

### XVI secolo

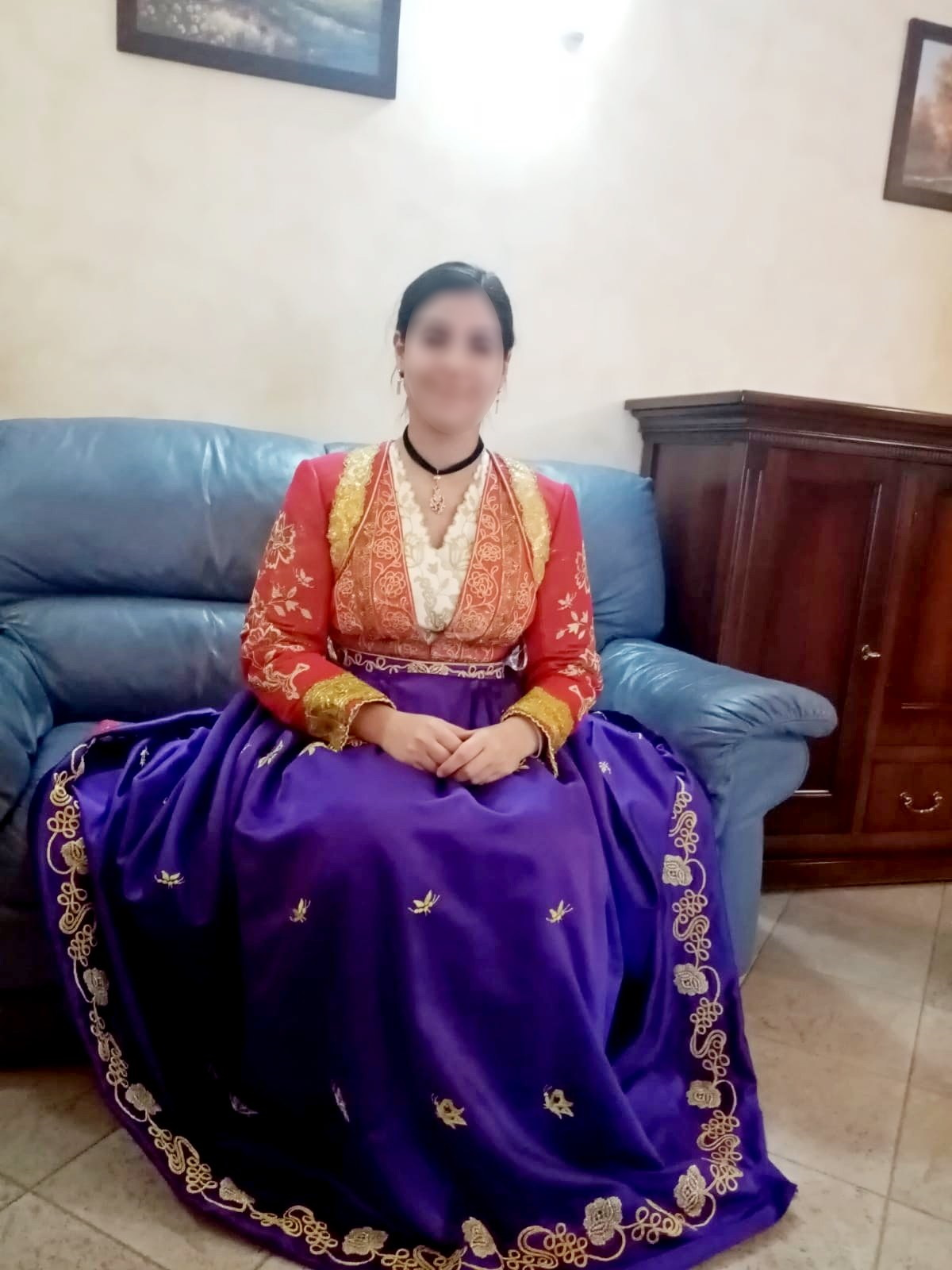
Costume di Cervicati

Non è chiaro quando Cervicati, abitata da una popolazione autoctona, accolse una colonia di profughi albanesi. Anche se Cervicati, nel 1503, risulta come "Cervicali", non esiste un censimento di fuochi albanesi, il che può significare che non aveva raggiunto il numero sufficiente per la conta o, gli albanesi non erano ancora giunti oppure, come era in uso a quel tempo, si erano nascosti per non pagare la tassa sul focatico. 
La prima volta che Cervicati risulta in un censimento, e nel 1543 quando contava 25 fuochi albanesi corrispondenti a circa 90 persone. Col tempo gli autoctoni di Cervicati assunsero gli usi e costumi, tuttora evidenti, degli albanesi, ma non la loro lingua.
Intorno alla fine del XVI secolo, Cervicati insieme a Serra di Leo venne venduto a Cesare Sersale con il titolo di barone per 2165 ducati.

### XVII secolo
Nel 1607, sotto il Pontificato di Paolo V, viene emanato un decreto nel quale "Cervicata" passò dal rito greco-bizantino a quello latino.

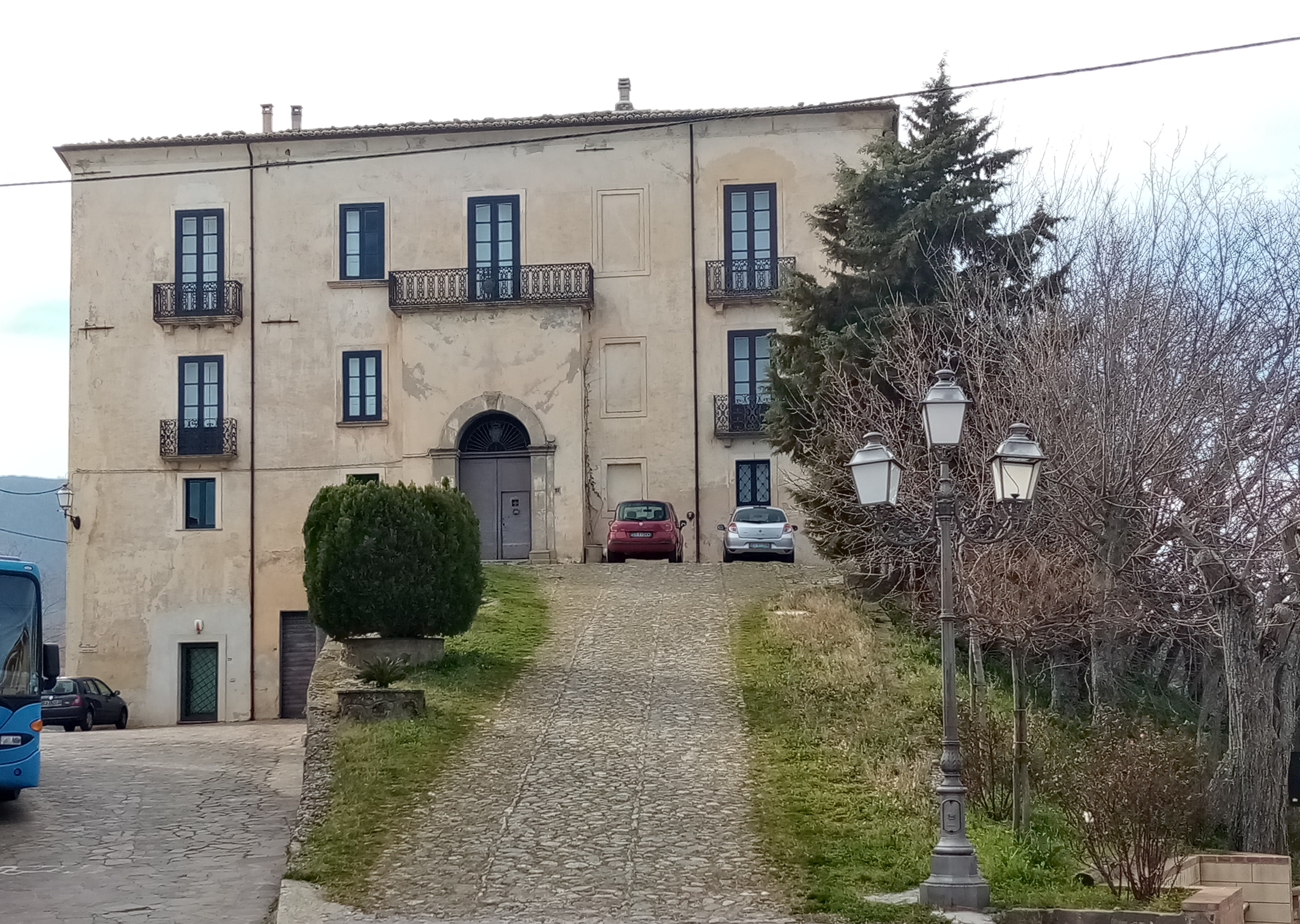
Palazzo Guzzolino

Nel 1631, Cervicati venne venduto da Maurizio Sersale, 4º Barone di Cervicati, ad Antonio Maiorano e, nel 1636, passò a Flavio Cozzolino (Guzzolini) che, nel 1651, ebbe il titolo di 1º barone.
Altre notizie si trovano in un documento del 1650 (indulto a Flavio Cozzolino). In questo atto il paese viene citato per la prima volta con il nome latino "Cervicarius" e, successivamente, italianizzato come "Cervicaro". In un altro documento del 10 maggio 1649 viene usato per la prima volta il nome corrente "Cervicati".

### XVIII secolo

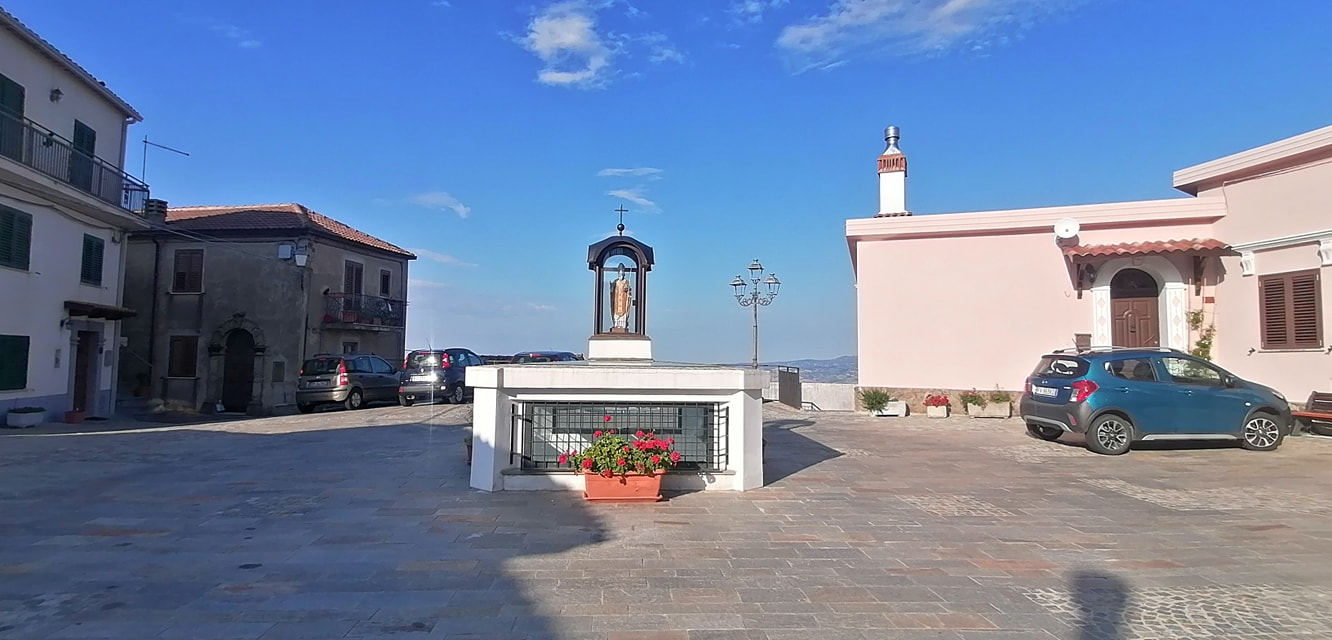
Piazza Chiesa Madre

I Guzzolini tennero il feudo fino alle leggi eversive della feudalità mantenendo il titolo di barone. Giuseppe Bonaparte, con la legge del 10 gennaio del 1807, fece di Cervicati un "Luogo", ossia "Università". Quando i Luoghi e Governi, con la legge di riordino del 4 maggio del 1811, vennero mutati in Comuni e Circondari, Cervicati divenne comune.
Nel 1809 nel Consiglio Distrettuale di Cosenza figura come presidente il barone Angelo Guzolini da Cervicati.
Nel periodo dal 5 novembre 1849 al 15 dicembre 1850, i Guzolini ospitarono Francesco De Sanctis nelle loro dimore di Cosenza e Cervicati.

### Epoca moderna
Nel 1929 Cervicati divenne frazione di San Marco Argentano, ma nel 1937, per interessamento del vescovo Domenico Petroni, originario di Cervicati, riacquistò l'autonomia.

## Monumenti e luoghi d'interesse

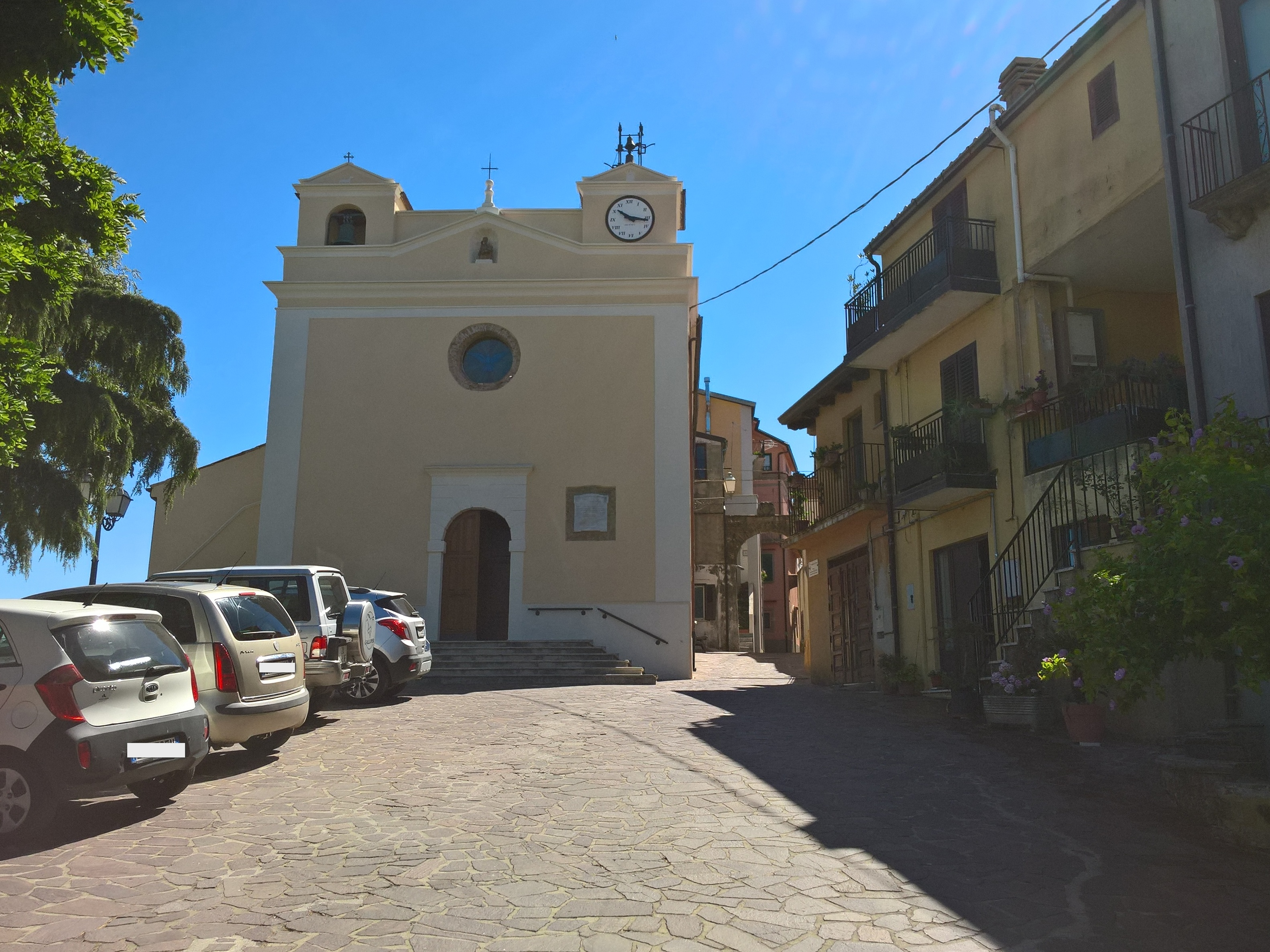
Chiesa di San Nicola di Bari

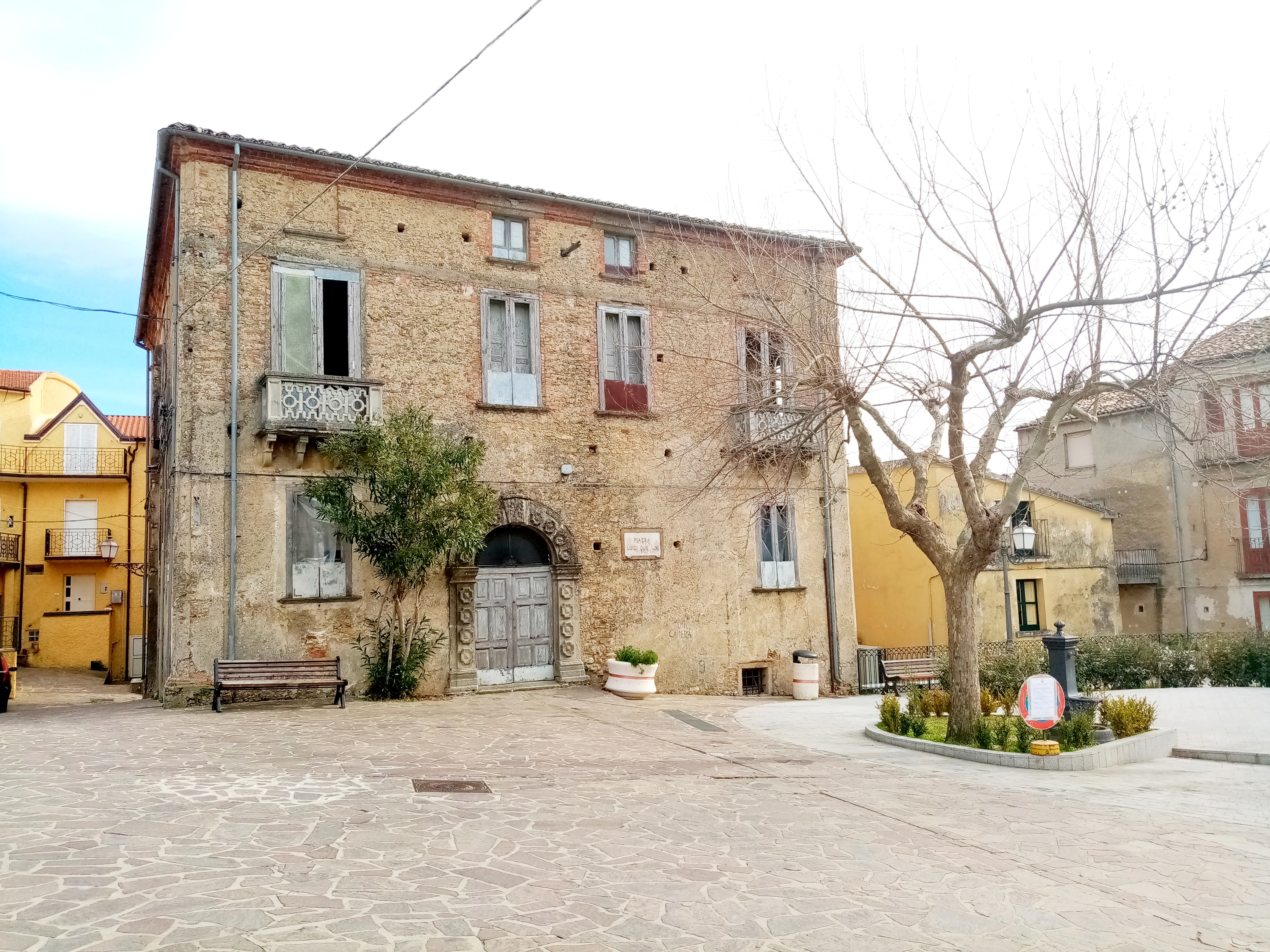
Palazzo Cipolla

### Architetture religiose
- Chiesa Matrice di San Nicola di Bari in Piazza Guzolini
- Resti dell'antica chiesa in Piazza Chiesa Madre
- Chiesa San Francesco di Paola in Contrada Marinello

### Architetture civili
- Palazzo Guzolini in Piazza Guzolini
- Palazzo Cipolla in Piazza Guzolini
- Portali di varie case con stemmi tufacei
- Archi sovrastanti (supportici) che, in altri tempi, impedivano o permettevano l’accesso al paese.

## Società

### Evoluzione demografica
Abitanti censiti

### Tradizioni e folclore

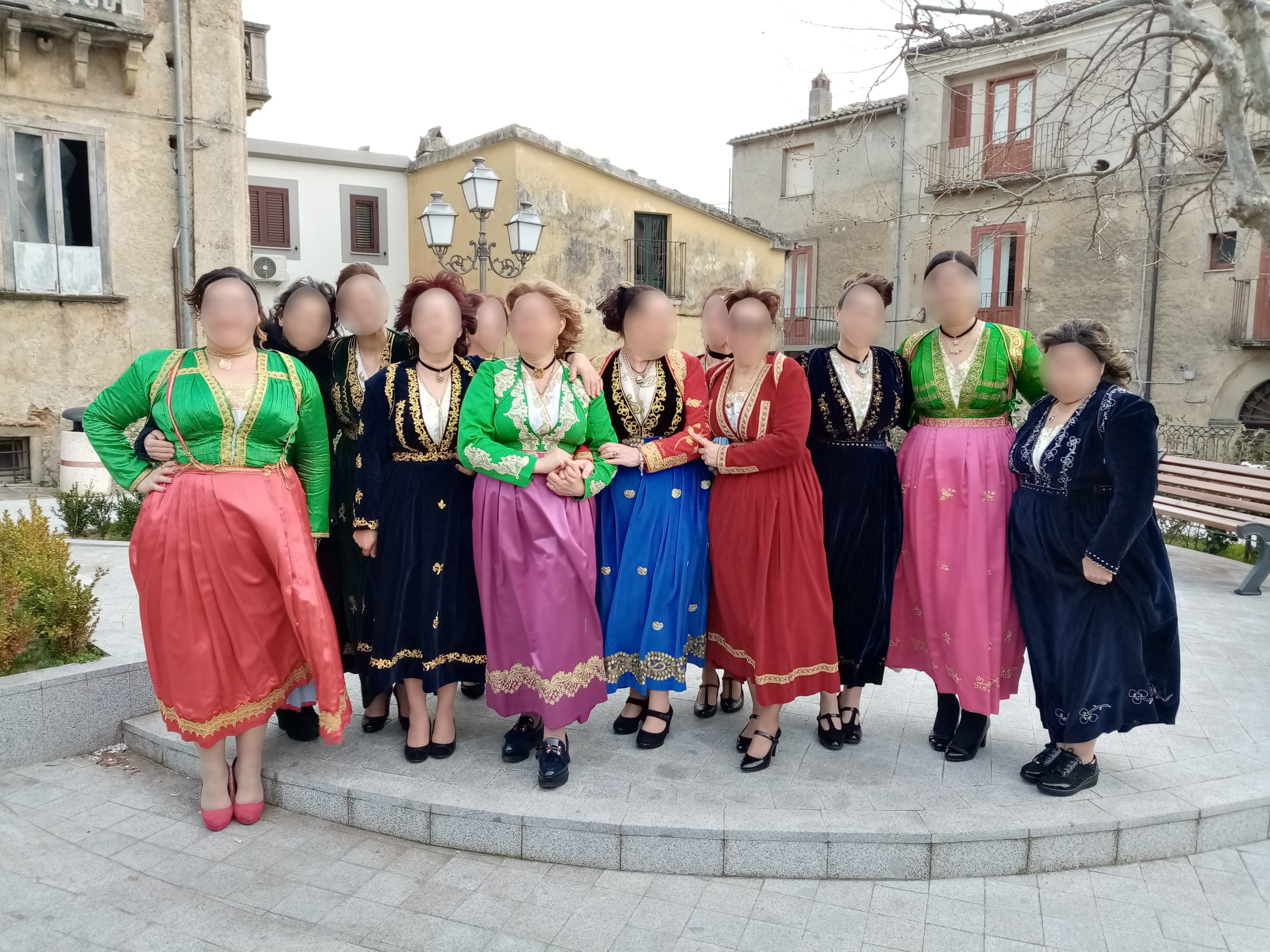
Cervicatesi nel tradizionale costume arbëreshë

Testimonianza della presenza albanese sono soprattutto i costumi usati nelle manifestazioni folkloristiche e nelle piccole attività artigianali tra cui proprio la produzione di vestiti tipici degli arbëreshë.
Oggi è molto sentita e rinnovata la tradizione della “vallja” (ridda o ballo con canti) che si esegue di solito nei giorni di Carnevale. In questa occasione le donne indossano i costumi tradizionali degli arbëreshë di Cervicati; nei primi due giorni i vestiti usati sono di velluto, mentre l’ultimo giorno viene indossato il vestito di gala, in seta laminata e raso gallonato in oro.

#### Festa principale: San Rocco
La festa principale in onore di San Rocco, patrono degli appestati, contagiati, emarginati, ammalati, viandanti e pellegrini, selciatori, invalidi, prigionieri, chirurghi, operatori sanitari, farmacisti, assicurativi, necrofori, volontari, cani, protettore delle ginocchia e delle articolazioni, ricade il sedici agosto.

## Economia
Coltivazione delle leguminose, della vite, dell'olivo. Vasti castagneti sono presenti sul territorio. Impianti enologici e oleari e numerose piccole aziende per la produzione di fichi secchi.

## Infrastrutture e trasporti

### Strade
Cervicati è attraversata dalla SP 108.

### Ferrovie
La stazione ferroviaria più vicina è quella di Mongrassano-Cervicati.

## Amministrazione
Di seguito è presentata una tabella relativa alle amministrazioni che si sono succedute in questo comune.
| Periodo        | Periodo        | Primo cittadino    | Partito                      | Carica  | Note   |
| -------------- | -------------- | ------------------ | ---------------------------- | ------- | ------ |
| 13 maggio 1999 | 13 giugno 2004 | Carmelo Fedele     |                              | Sindaco | [ 28 ] |
| 13 giugno 2004 | 07 giugno 2009 | Antonio Dardis     | Impegno Civico               | Sindaco | [ 28 ] |
| 07 giugno 2009 | 25 maggio 2014 | Massimiliano Barci | Lista Civica                 | Sindaco | [ 28 ] |
| 25 maggio 2014 | 26 maggio 2019 | Massimiliano Barci | Lista Civica                 | Sindaco | [ 28 ] |
| 26 maggio 2019 | 02 maggio 2024 | Gioberto Filice    | Lista Civica: Cervicati Vive | Sindaco | [ 28 ] |